# Виборчий округ 180
Виборчий округ 180 — виборчий округ в Харківській області. В сучасному вигляді був утворений 28 квітня 2012 постановою ЦВК №82 (до цього моменту існувала інша система виборчих округів). Окружна виборча комісія цього округу розташовується в приміщенні Золочівської дитячо-юнацької спортивної школи за адресою смт. Золочів, вул. Філатова, 20.
До складу округу входять Богодухівський, Валківський, Золочівський, Коломацький, Краснокутський, Нововодолазький райони, частина Харківського району (територія на захід від міста Люботин). Виборчий округ 180 межує з округом 175 і округом 181 на сході, з округом 178 на південному сході, з округом 179 на півдні, з округом 149 на південному заході, з округом 145 на заході, з округом 162 на північному заході і на півночі та обмежений державним кордоном з Росією на північному сході. Виборчий округ №180 складається з виборчих дільниць під номерами 630122-630132, 630134-630165, 630188-630214, 630443-630472, 630520-630529, 630572-630601, 630670-630671, 630673-630680, 630682-630708 та 630820-630822.

## Народні депутати від округу
| Ім'я                          | Фото | Партія          | Скликання | Дата набуття повноважень | Дата припинення повноважень |
| ----------------------------- | ---- | --------------- | --------- | ------------------------ | --------------------------- |
| Біловол Олександр Миколайович |      | Партія регіонів | 7-ме      | 12 грудня 2012           | 27 листопада 2014           |
| Біловол Олександр Миколайович |      | самовисуванець  | 8-ме      | 27 листопада 2014        | 29 серпня 2019              |
| Красов Олексій Ігорович       |      | Слуга народу    | 9-те      | 29 серпня 2019           |                             |

## Результати виборів

### Парламентські

#### 2019
Кандидати-мажоритарники:
- Красов Олексій Ігорович (Слуга народу)
- Біловол Олександр Миколайович (самовисування)
- Воскобойніков Вадим Володимирович (самовисування)
- Плетньов Володимир Васильович (Опозиційна платформа — За життя)
- Кравцов Іван Анатолійович (Європейська Солідарність)
- Гордієнко Богдан Володимирович (Радикальна партія)
- Сухина Василь Васильович (самовисування)
- Личко Микола Дмитрович (Аграрна партія України)
- Діденко Олег Валентинович (самовисування)
- Маслов Микола Миколайович (самовисування)

#### 2014
Кандидати-мажоритарники:
- Біловол Олександр Миколайович (самовисування)
- Логінов Віталій Вікторович (Блок Петра Порошенка)
- Юрченко Едуард Петрович (Батьківщина)
- Шаповал Євген Володимирович (Опозиційний блок)
- Дергоусов Сергій Миколайович (Народний фронт)
- Давидова Людмила Іванівна (Сильна Україна)
- Войтенко Віктор Іванович (самовисування)
- Кухар Василь Іванович (самовисування)
- Манько Дмитро Вілліамович (самовисування)
- Іванюкович Ігор Семенович (самовисування)
- Янковський Станіслав Анатолійович (самовисування)
- Голуб Олександр Юрійович (самовисування)
- Камінер Вадим Миколайович (самовисування)
- Прийменко Владислав Олександрович (самовисування)

#### 2012
Кандидати-мажоритарники:
- Біловол Олександр Миколайович (Партія регіонів)
- Дмитрієв Анатолій Анатолійович (Батьківщина)
- Пелехатий Олександр Олексійович (Комуністична партія України)
- Логінов Віталій Вікторович (самовисування)
- Нагорний Олексій Павлович (Зелені)
- Салюк Іван Лукич (самовисування)

## Явка
Явка виборців на окрузі: